# Flip Mark

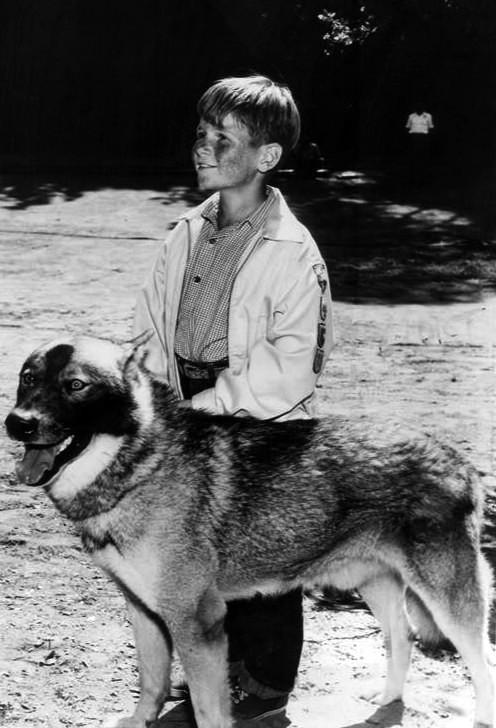
Flip Mark (1961)

Flip Mark (* 22. Dezember 1948 in New York City, New York) ist ein US-amerikanischer Schauspieler und Fernsehschauspieler.

## Leben
Flip Mark wurde 1948 in New York City, im US-Bundesstaat New York geboren. Im Alter von zwei Jahren lebte er mit seiner Familie in Fresh Meadows, Queens.
Sein Debüt als Schauspieler hatte Mark 1957 in der Fernsehserie Suspicion. In der Fernsehserie The Phil Silvers Show hatte er 1957 bis 1958 erstmals eine wiederkehrende Rolle. 1959 folgte sein Spielfilmdebüt in dem Film Die Reise. 1960 bis 1961 war Mark in der Fernsehserie Guestward Ho! zu sehen. 1972 zog er sich zurück und sein letzter Auftritt war in der Fernsehserie „Die Straßen von San Francisco“.

## Filmografie
- 1957: Suspicion (Fernsehserie, Folge 1x13)
- 1957–1958: The Phil Silvers Show (Fernsehserie, 2 Folgen)
- 1959: Die Reise (The Journey)
- 1959: Bachelor Father (Fernsehserie, Folge 3x15)
- 1959: Alcoa Theatre (Fernsehserie, 2 Folgen)
- 1959–1960: Lassie (Fernsehserie, 5 Folgen)
- 1960: Wenn man Millionär wär’ (The Millionaire, Fernsehserie, Folge 6x17)
- 1960: The United States Steel Hour (Fernsehserie, Folge 7x15)
- 1960: Meisterschaft im Seitensprung (Please Don’t Eat the Daisies)
- 1960: Ein Playboy hat’s schwer (The Tab Hunter Show, Fernsehserie, Folge 1x03)
- 1960–1961: Guestward Ho! (Fernsehserie, 38 Folgen)
- 1961: The Brothers Brannagan (Fernsehserie, Folge 1x15)
- 1961: Jack-Benny-Show (The Jack Benny Program, Fernsehserie, Folge 11x14)
- 1961: Have Gun – Will Travel (Fernsehserie, Folge 5x15)
- 1962: The Joey Bishop Show (Fernsehserie, Folge 1x16)
- 1962: The Andy Griffith Show (Fernsehserie, Folge 2x14)
- 1962: Safe at Home!
- 1962: General Electric Theater (Fernsehserie, Folge 10x31)
- 1962: Kraft Mystery Theater (Fernsehserie, Folge 2x02)
- 1962–1963: Fair Exchange (Fernsehserie, 17 Folgen)
- 1963: Mein Onkel vom Mars (My Favorite Martian, Fernsehserie, Folge 1x11)
- 1963: Das große Abenteuer (The Great Adventure, Fernsehserie, Folge 1x11)
- 1964: Auf der Flucht (The Fugitive, Fernsehserie, Folge 1x25)
- 1964: The Outer Limits (Fernsehserie, Folge 1x28)
- 1964, 1966: Hoppla Lucy! (The Lucy Show, Fernsehserie, 2 Folgen)
- 1965: Katy (The Farmer’s Daughter, Fernsehserie, Folge 2x29)
- 1965: Mr. Ed (Mister Ed, Fernsehserie, Folge 5x26 Pfadfinder)
- 1965: Dreimal nach Mexiko (Marriage on the Rocks)
- 1965: Zeit der Sehnsucht (Days of Our Lives, Fernsehserie, 3 Folgen)
- 1965: The Patty Duke Show (Fernsehserie, 2 Folgen)
- 1966, 1968: Meine drei Söhne (My Three Sons, Fernsehserie, 2 Folgen)
- 1967–1968: The Carol Burnett Show (Fernsehserie, 2 Folgen)
- 1967–1970: The Red Skelton Show (Fernsehserie, 8 Folgen)
- 1968: Big Valley (The Big Valley, Fernsehserie, Folge 3x16)
- 1968: The Fisher Family (Fernsehserie, eine Folge)
- 1969: The Mothers-In-Law (Fernsehserie, Folge 2x19)
- 1969: Room 222 (Fernsehserie, Folge 1x03)
- 1972: Kobra, übernehmen Sie (Mission: Impossible, Fernsehserie, Folge 7x10)
- 1972: Die Straßen von San Francisco (The Streets of San Francisco, Fernsehserie, Folge 1x11 Die Kugel)